# Carl Ludvig von Siegroth
Carl Ludvig von Siegroth, född 16 mars 1726, död 22 december 1805 i Klosters församling, Södermanlands län, var en svensk kammarherre.

## Biografi
Carl Ludvig von Siegroth föddes 1726. Han var son till tyske riksfriherre Conrad Gustaf von Siegroth och Christina Gustaviana Fägerskiöld. von Siegroth blev 6 oktober 1740 student vid Uppsala universitet, 23 april 1742 hovjunkare och 19 december 1746 kammarherre. Under sina yngre år reste han ofta utomlands och besökte flera europeiska hov. Han var från 1752 till 1760 chargé d'affaires hos republiken Polen och blev 29 juni 1755 kansliråd. von Siegroth avled 1805 på Vilsta i Klosters socken och slöt ätten på svärdssidan.

### Egendom
von Siegroth ägde Vilsta herrgård i Klosters socken, Rosenberg och Lagersberg.

### Familj
von Siegroth gifte sig 6 maj 1773 med Carolina Carleson (1745–1809), dotter till statssekreterare Carl Carleson och Maria Regina Ehrenkrook. Carolina Carleson var änka efter överstelöjtnanten friherre Lars Reinhold von Köhler. von Siegroth och Carleson fick tillsammans barnen Lovisa Gustava von Siegroth (1774–1842) som var gift med överstekammarjunkaren friherre Knut Kurck och Sofia Constatia von Siegroth (1776–1843) som var gift med en av rikes herrar, generalen greve Carl Henrik Posse.